# Argynnis vega
Argynnis vega is een vlinder uit de familie van de Nymphalidae. De wetenschappelijke naam van de soort is voor het eerst geldig gepubliceerd in 1889 door Hugo Theodor Christoph.